# Love (musikalbum av The Cult)
Love är rockbandet The Cults andra studioalbum. Det spelades in i Jacobs Studios i Farnham, England under juli och augusti 1985 och släpptes i oktober samma år.

## Låtlista
Samtliga låtar skrivna av Ian Astbury och Billy Duffy.
1. "Nirvana" - 5:26
2. "Big Neon Glitter" - 4:51
3. "Love" - 5:29
4. "Brother Wolf Sister Moon" - 6:47
5. "Rain" - 3:56
6. "Phoenix" - 5:06
7. "Hollow Man" - 4:45
8. "Revolution" - 5:26
9. "She Sells Sanctuary" - 4:23
10. "Black Angel" - 5:22

## Medverkande
- Ian Astbury - sång
- William H Duffy - gitarr
- Jamie Stewart - bas, keyboard
- Mark Brzezicki - trummor
- Nigel Preston - trummor